# 薩克森的安娜 (1544-1577)
薩克森的安娜（德語：Anna von Sachsen，1544年12月23日—1577年12月18日），奧蘭治親王妃，薩克森選侯莫里茨的女兒。

## 家庭
1561年，安娜與奧蘭治親王威廉一世結婚，兩人共有1子2女：
1. 安娜（1563年—1588年）
2. 莫里茨（1567年—1625年）
3. 艾米莉亞（1569年—1629年）